# Premi Oscar 2022

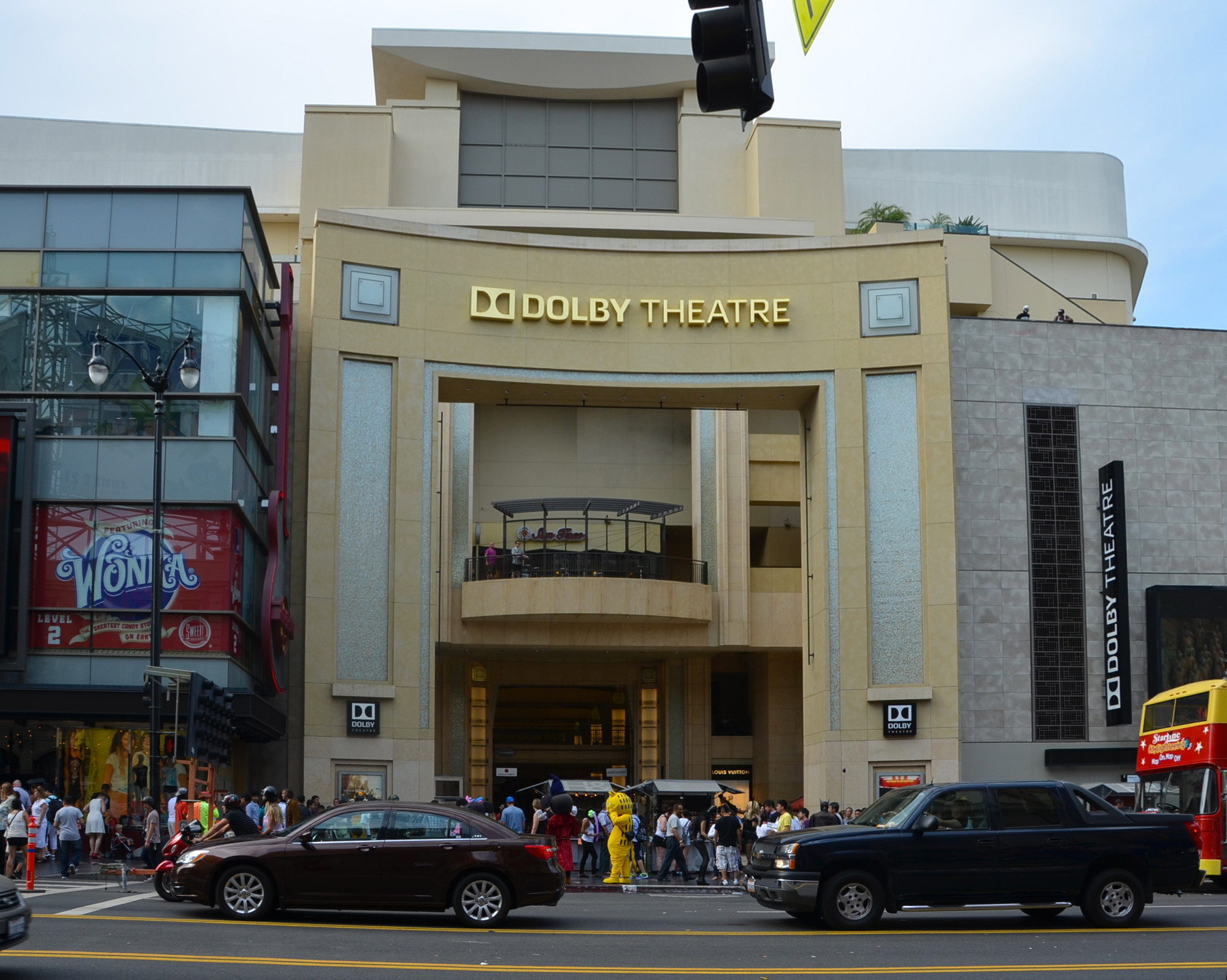
La sede della manifestazione

La 94ª edizione dei premi Oscar si è tenuta a Los Angeles al Dolby Theatre il 27 marzo 2022 ed è stata presentata da Regina Hall, Amy Schumer e Wanda Sykes.
Le candidature sono state annunciate l'8 febbraio 2022 da Leslie Jordan e Tracee Ellis Ross.
Il film che ha ricevuto più candidature (12) è stato Il potere del cane, mentre il film più premiato è stato Dune, con 6 statuette vinte su un totale di 10 candidature.

## Vincitori e candidati
Vengono di seguito indicati in grassetto i vincitori. Ove ricorrente e disponibile, viene indicato il titolo in lingua italiana e quello in lingua originale tra parentesi.

### Miglior film
- CODA - I segni del cuore (CODA), regia di Sian Heder
- Belfast, regia di Kenneth Branagh
- Don't Look Up, regia di Adam McKay
- Drive My Car (Doraibu mai kā), regia di Ryūsuke Hamaguchi
- Dune (Dune: Part One), regia di Denis Villeneuve
- Una famiglia vincente - King Richard (King Richard), regia di Reinaldo Marcus Green
- Licorice Pizza, regia di Paul Thomas Anderson
- La fiera delle illusioni - Nightmare Alley (Nightmare Alley), regia di Guillermo del Toro
- Il potere del cane (The Power of the Dog), regia di Jane Campion
- West Side Story, regia di Steven Spielberg

### Miglior regista
- Jane Campion - Il potere del cane (The Power of the Dog)
- Kenneth Branagh - Belfast
- Ryūsuke Hamaguchi - Drive My Car (Doraibu mai kā)
- Paul Thomas Anderson - Licorice Pizza
- Steven Spielberg - West Side Story

### Miglior attore protagonista
- Will Smith - Una famiglia vincente - King Richard (King Richard)
- Javier Bardem - A proposito dei Ricardo (Being the Ricardos)
- Benedict Cumberbatch - Il potere del cane (The Power of the Dog)
- Andrew Garfield - Tick, Tick... Boom!
- Denzel Washington - Macbeth (The Tragedy of Macbeth)

### Miglior attrice protagonista
- Jessica Chastain - Gli occhi di Tammy Faye (The Eyes of Tammy Faye)
- Olivia Colman - La figlia oscura (The Lost Daughter)
- Penélope Cruz - Madres paralelas
- Nicole Kidman - A proposito dei Ricardo (Being the Ricardos)
- Kristen Stewart - Spencer

### Miglior attore non protagonista
- Troy Kotsur - CODA - I segni del cuore (CODA)
- Ciarán Hinds - Belfast
- Jesse Plemons - Il potere del cane (The Power of the Dog)
- J. K. Simmons - A proposito dei Ricardo (Being the Ricardos)
- Kodi Smit-McPhee - Il potere del cane (The Power of the Dog)

### Miglior attrice non protagonista
- Ariana DeBose - West Side Story
- Jessie Buckley - La figlia oscura (The Lost Daughter)
- Judi Dench - Belfast
- Kirsten Dunst - Il potere del cane (The Power of the Dog)
- Aunjanue Ellis - Una famiglia vincente - King Richard (King Richard)

### Migliore sceneggiatura non originale
- Sian Heder - CODA - I segni del cuore (CODA)
- Ryūsuke Hamaguchi e Takamasa Ōe - Drive My Car
- Jon Spaihts, Denis Villeneuve e Eric Roth - Dune (Dune: Part One)
- Maggie Gyllenhaal - La figlia oscura (The Lost Daughter)
- Jane Campion - Il potere del cane (The Power of the Dog)

### Migliore sceneggiatura originale
- Kenneth Branagh - Belfast
- Adam McKay, soggetto di Adam McKay e David Sirota - Don't Look Up
- Zach Baylin - Una famiglia vincente - King Richard (King Richard)
- Paul Thomas Anderson - Licorice Pizza
- Eskil Vogt e Joachim Trier - La persona peggiore del mondo (Verdens verste menneske)

### Miglior film internazionale
- Drive My Car (Doraibu mai kā), regia di Ryūsuke Hamaguchi (Giappone)
- Flee (Flugt), regia di Jonas Poher Rasmussen (Danimarca)
- È stata la mano di Dio, regia di Paolo Sorrentino (Italia)
- Lunana - Il villaggio alla fine del mondo (ལུང་ནག་ན), regia di Pawo Choyning Dorji (Bhutan)
- La persona peggiore del mondo (Verdens verste menneske), regia di Joachim Trier (Norvegia)

### Miglior film d'animazione
- Encanto, regia di Byron Howard e Jared Bush
- Flee (Flugt), regia di Jonas Poher Rasmussen
- Luca, regia di Enrico Casarosa
- I Mitchell contro le macchine (The Mitchells vs the Machines), regia di Mike Rianda e Jeff Rowe
- Raya e l'ultimo drago (Raya and the Last Dragon), regia di Don Hall e Carlos López Estrada

### Miglior fotografia
- Greig Fraser - Dune (Dune: Part One)
- Dan Laustsen - La fiera delle illusioni - Nightmare Alley (Nightmare Alley)
- Ari Wegner - Il potere del cane (The Power of the Dog)
- Bruno Delbonnel - Macbeth (The Tragedy of Macbeth)
- Janusz Kaminski - West Side Story

### Miglior scenografia
- Patrice Vermette e Zsuzsanna Sipos - Dune (Dune: Part One)
- Tamara Deverell e Shane Vieau - La fiera delle illusioni - Nightmare Alley (Nightmare Alley)
- Grant Major e Amber Richards - Il potere del cane (The Power of the Dog)
- Stefan Dechant e Nancy Haigh - Macbeth (The Tragedy of Macbeth)
- Adam Stockhausen e Rena DeAngelo - West Side Story

### Migliori costumi
- Jenny Beavan - Crudelia (Cruella)
- Massimo Cantini Parrini e Jacqueline Durran - Cyrano
- Jacqueline West e Bob Morgan - Dune (Dune: Part One)
- Luis Sequeira - La fiera delle illusioni - Nightmare Alley (Nightmare Alley)
- Paul Tazewell - West Side Story

### Miglior trucco e acconciatura
- Linda Dowds, Stephanie Ingram e Justin Raleigh - Gli occhi di Tammy Faye (The Eyes of Tammy Faye)
- Mike Marino, Stacey Morris e Carla Farmer - Il principe cerca figlio (Coming 2 America)
- Nadia Stacey, Naomi Donne e Julia Vernon - Crudelia (Cruella)
- Donald Mowat, Love Larson e Eva von Bahr - Dune (Dune: Part One)
- Göran Lundström, Anna Carin Lock e Frederic Aspiras - House of Gucci

### Migliori effetti speciali
- Paul Lambert, Tristen Myles, Brian Connor e Gerd Nefzer - Dune (Dune: Part One)
- Swen Gillberg, Bryan Grill, Nikos Kalaitzidis e Dan Sudick - Free Guy - Eroe per gioco (Free Guy)
- Charlie Noble, Joel Green, Jonathan Fawkner e Chris Corbould - No Time to Die
- Christopher Townsend, Joe Farrell, Sean Noel Walker e Dan Oliver - Shang Chi e la leggenda dei dieci anelli (Shang-Chi and the Legend of the Ten Rings)
- Kelly Port, Chris Waegner, Scott Edelstein e Dan Sudick - Spider-Man: No Way Home

### Miglior montaggio
- Joe Walker - Dune (Dune: Part One)
- Hank Corwin - Don't Look Up
- Pamela Martin - Una famiglia vincente - King Richard (King Richard)
- Peter Sciberras - Il potere del cane (The Power of the Dog)
- Myron Kerstein e Andrew Weisblum - Tick, Tick... Boom!

### Miglior sonoro
- Mac Ruth, Mark Mangini, Theo Green, Doug Hemphill, Ron Bartlett - Dune (Dune: Part One)
- Denise Yarde, Simon Chase, James Mather, Niv Adiri - Belfast
- Simon Hayes, Oliver Tarney, James Harrison, Paul Massey, Mark Taylor - No Time To Die
- Richard Flynn, Robert Mackenzie, Tara Webb - Il potere del cane (The Power of the Dog)
- Tod A. Maitland, Gary Rydstrom, Brian Chumney, Andy Nelson, Shawn Murphy - West Side Story

### Migliore colonna sonora originale
- Hans Zimmer - Dune (Dune: Part One)
- Nicholas Britell - Don't Look Up
- Germaine Franco - Encanto
- Alberto Iglesias - Madres paralelas
- Jonny Greenwood - Il potere del cane (The Power of the Dog)

### Migliore canzone originale
- No Time To Die (musiche di Billie Eilish; testo di Billie Eilish e Finneas O'Connell) - No Time to Die
- Be Alive (musiche e testo di Beyoncé e DIXSON) - Una famiglia vincente - King Richard (King Richard)
- Dos Oruguitas (musiche e testo di Lin-Manuel Miranda) - Encanto
- Down to Joy (musiche e testo di Van Morrison) - Belfast
- Somehow You Do (musiche e testo di Diane Warren) - Quattro buone giornate (Four Good Days)

### Miglior documentario
- Summer of Soul, regia di Questlove, Joseph Patel, Robert Fyvolent e David Dinerstein
- Ascension, regia di Jessica Kingdon, Kira Simon-Kennedy e Nathan Truesdell
- Attica, regia di Stanley Nelson e Traci A. Curry
- Flee (Flugt), regia di Jonas Poher Rasmussen, Monica Hellström, Signe Byrge Sørensen e Charlotte De La Gournerie
- Writing with Fire, regia di Rintu Thomas e Sushmit Ghosh

### Miglior cortometraggio documentario
- The Queen of Basketball, regia di Ben Proudfoot
- Audible, regia di Matthew Ogens e Geoff McLean
- Lead Me Home, regia di Pedro Kos e Jon Shenk
- Tre canzoni per Benazir (Three Songs for Benazir), regia di Elizabeth Mirzaei e Gulistan Mirzaei
- When We Were Bullies, regia di Jay Rosenblatt

### Miglior cortometraggio
- The Long Goodbye, regia di Aneil Karia e Riz Ahmed
- Ala Kachuu - Take and Run, regia di Maria Brendle e Nadine Lüchinger
- The Dress, regia di Tadeusz Łysiak e Maciej Ślesicki
- On My Mind, regia di Martin Strange-Hansen e Kim Magnusson
- Please Hold, regia di K.D. Dávila e Levin Menekse

### Miglior cortometraggio d'animazione
- The Windshield Wiper, regia di Alberto Mielgo e Leo Sanchez[3]
- Affairs of the art, regia di Joanna Quinn e Les Mills
- Bestia, regia di Hugo Covarrubias e Tevo Díaz
- Boxballet, regia di Anton Dyakov
- Robin Robin, regia di Dan Ojari e Mikey Please

## Premi speciali

### Oscar onorario
- Samuel L. Jackson[4]
- Elaine May[4]
- Liv Ullmann[4]

### Premio umanitario Jean Hersholt
- Danny Glover[4]